# Echinodium setigerum
Echinodium setigerum är en bladmossart som beskrevs av Juratzka 1866. Echinodium setigerum ingår i släktet Echinodium och familjen Echinodiaceae. IUCN kategoriserar arten globalt som sårbar. Inga underarter finns listade i Catalogue of Life.